# Vereinigte Stahlwerke
Die Vereinigte Stahlwerke AG (VSt), zeitgenössisch VESTAG bzw. Vestag genannt, war ein 1926 gegründeter vertikal integrierter deutscher Montankonzern mit Sitz in Düsseldorf, der nach dem Zweiten Weltkrieg von den Alliierten zerschlagen wurde. Zu den Nachfolgeunternehmen gehörte die August-Thyssen-Hütte, eine Vorgängergesellschaft der Thyssenkrupp AG.

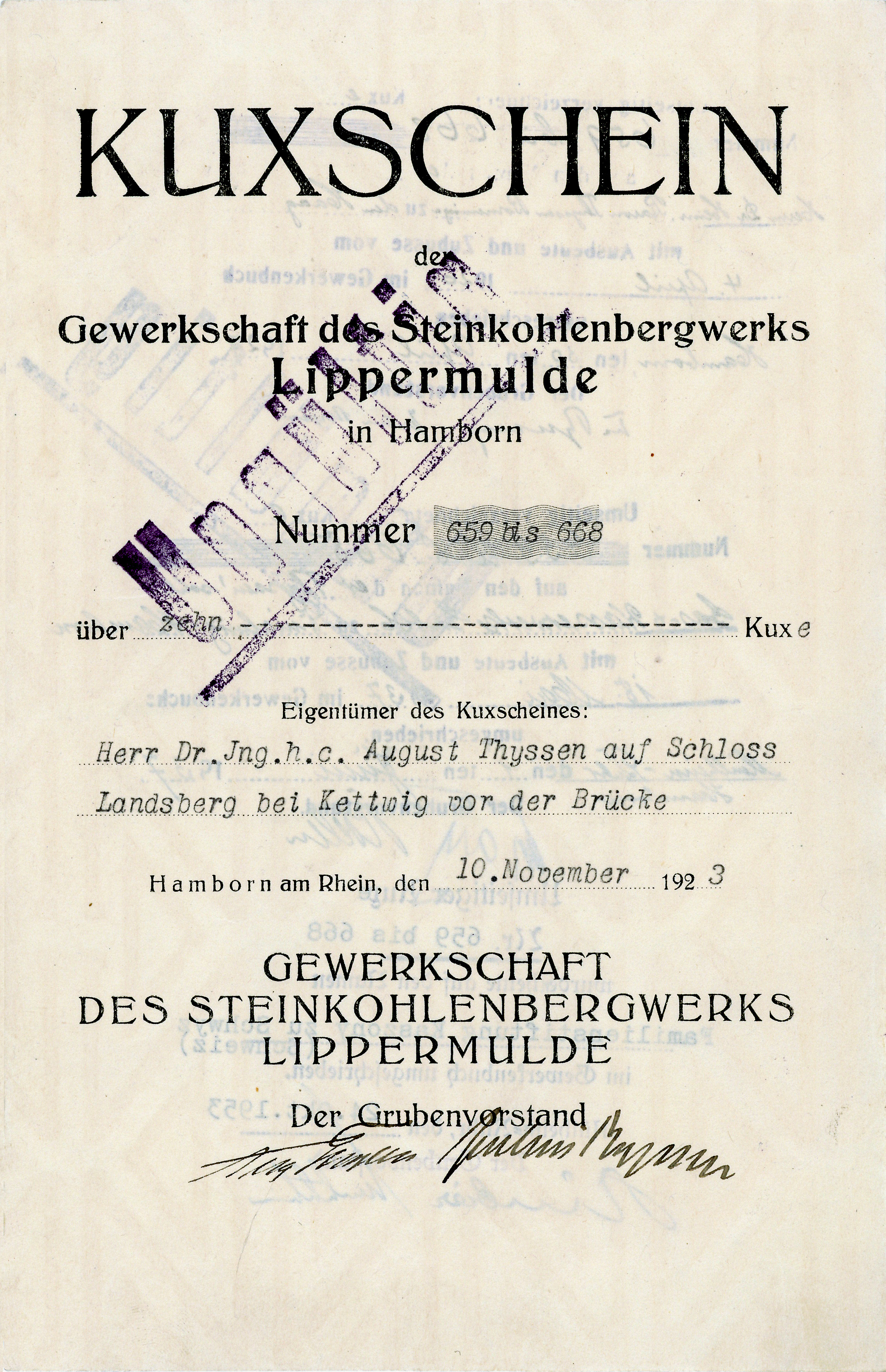
Kuxschein über 10 Kuxe der Gewerkschaft des Steinkohlenbergwerks Lippermulde, ausgestellt am 10. November 1923 in Hamborn am Rhein auf Dr. ing. h.c. August Thyssen, eigenhändig von ihm als Grubenvorstand unterschrieben

## Geschichte

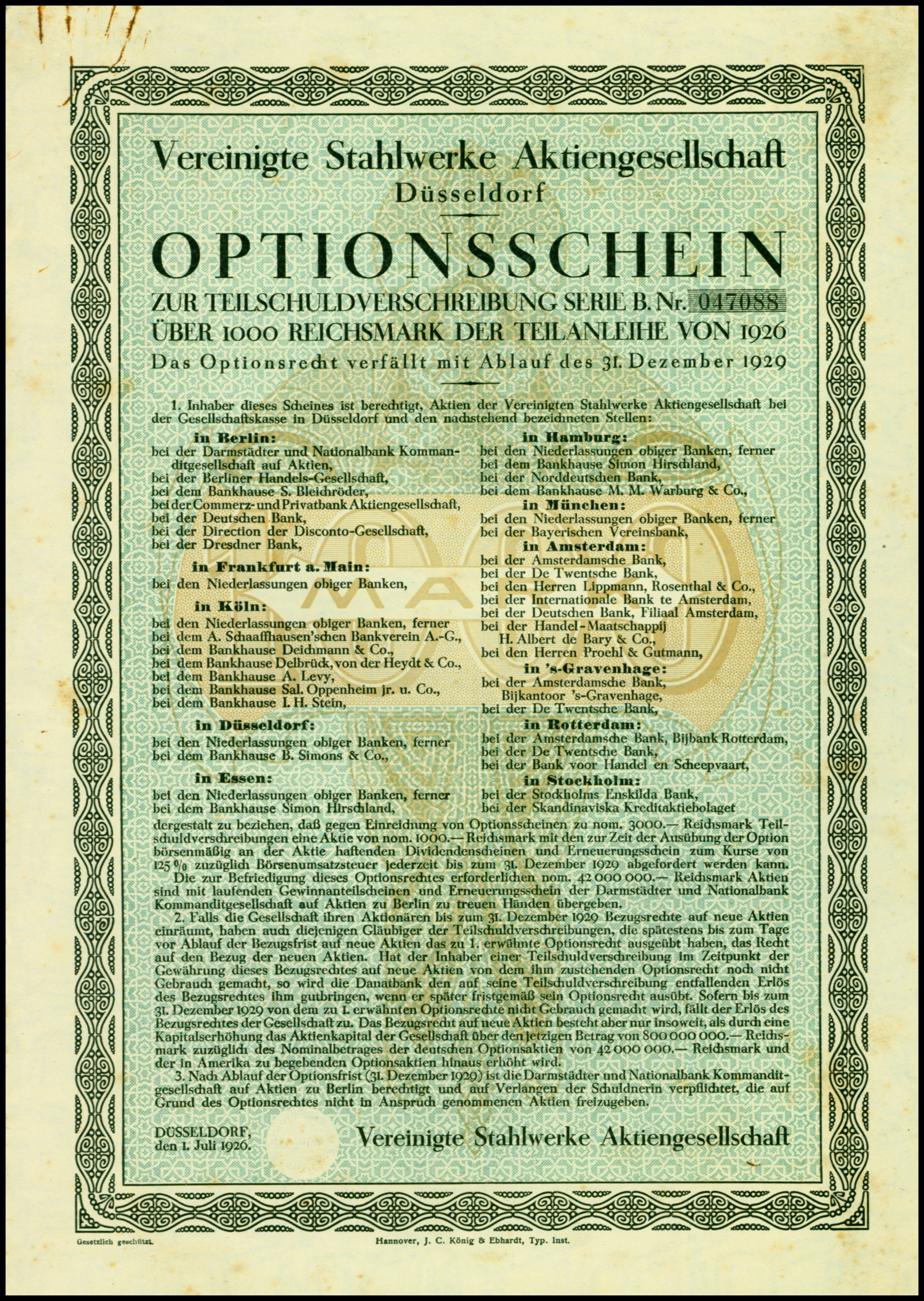
Optionsschein über 1000 Reichsmark der Vereinigten Stahlwerke AG vom 1. Juli 1926

Die Vereinigte Stahlwerke AG entstand während der Zeit der Weimarer Republik vor dem Hintergrund weltweiter Überkapazitäten in der Stahlindustrie im Allgemeinen und mangelnder Wettbewerbsfähigkeit der deutschen Stahlindustrie im Besonderen. Diese Umstände führten zu einem Preisverfall und einer Auslastung der deutschen Eisen- und Stahlindustrie von zeitweise nur der Hälfte der bestehenden Kapazitäten. Auch der Kohlebergbau war von wirtschaftlichen Problemen betroffen. Die Grundidee zur Gründung der Vereinigten Stahlwerke bestand in einer über bloße Preisabsprachen mittels in der Weimarer Republik omnipräsenter Kartelle hinausgehenden Rationalisierung und damit einer Senkung der Produktionskosten. Ein Vorbild waren dabei die amerikanischen Trusts und insbesondere die Gründung von US Steel im Jahr 1901.
Die Gründung erfolgte offiziell am 14. Januar 1926. Durch den Beschluss einer außerordentlichen Generalversammlung am 7. Mai 1926 wurden rückwirkend zum 1. April 1926 die Betriebe der teilnehmenden Konzerne übernommen und das Grundkapital von 60 auf 800 Mio. Reichsmark erhöht.
Gründungsgesellschafter waren die Thyssen-Gruppe (Anteil 26 %), die Phoenix AG für Bergbau und Hüttenbetrieb (Anteil 26 %), die Rheinischen Stahlwerke (Anteil 8,5 %) sowie die Unternehmen der Rhein-Elbe-Union GmbH (aus dem Zusammenschluss der Deutsch-Luxemburgischen Bergwerks- und Hütten-AG, Bochumer Verein und Gelsenkirchener Bergwerks-AG hervorgegangen; Anteil zusammen 39,5 %). Die Muttergesellschaften wurden nicht liquidiert, sondern blieben bestehen, zum Teil als reine Holdinggesellschaften, zum Teil auch mit eigenen Produktionsbetrieben, insbesondere Zechen.
Bei Gründung umfasste der Konzern mit ca. 188.000 Beschäftigten unter anderem 48 Schachtanlagen zur Steinkohleförderung in den vier Bergbaugruppen Dortmund, Bochum, Gelsenkirchen und Hamborn, zahlreiche Eisen- und Stahlwerke insbesondere im Ruhrgebiet und verschiedene Bergwerke, die Eisenerz, Kalk, Ton usw. produzierten. Hinsichtlich ihrer Steinkohleproduktion waren sie am Rheinisch-Westfälischen Kohlen-Syndikat beteiligt.
Der Zusammenschluss umfasste damit einen Großteil der deutschen Eisen-, Stahl- und Bergwerksgesellschaften. Namhafte Unternehmen blieben aber außen vor, darunter Hoesch, die Friedrich Krupp AG, die Klöckner-Werke, die Gutehoffnungshütte, Mannesmann sowie die saarländischen Unternehmen Röchling und Gebrüder Stumm. Zum Teil arbeiteten die Vereinigten Stahlwerke aber gemeinsam mit diesen Unternehmen an einer weitergehenden Konsolidierung der deutschen Montanindustrie. So wurden etwa bereits 1926 einige Betriebe der Gebrüder Stumm GmbH übernommen Im Zuge dieser Konsolidierung wurden unter Beteiligung der Vereinigten Stahlwerken 1926 die Mitteldeutsche Stahlwerke AG und 1927 die Deutsche Edelstahlwerke AG gegründet. Auch die Österreichisch-Alpine Montangesellschaft, der größte Stahlproduzent Österreichs, gehörte zeitweise mehrheitlich zu den Vereinigten Stahlwerken.

Grubenfeld- und Hüttenbesitz der Vestag 1930

Die Konzernzentrale der Vereinigten Stahlwerke befand sich ab 1928 in Düsseldorf im „Neuen Stahlhof“, der 1922 bis 1924 für die Gebrüder Stumm erbaut worden war. Bei der Gründung bestand der Vorstand aus 52 Mitgliedern. Erster Vorstandsvorsitzender des Unternehmens war bis 1935 Albert Vögler. Erster Aufsichtsratsvorsitzender war Fritz Thyssen. Stellvertretende Vorsitzende waren Ernst Poensgen, Carl Rabes und Gustav Knepper. Weitere Vorstände waren u. a. die ehemaligen Thyssen-Manager Franz Bartscherer, Julius Kalle, Wilhelm Späing und Carl Härle, der die Interessen von Julius Thyssen vertrat. 1935 wurde Ernst Poensgen zum Vorstandsvorsitzenden bestellt und Vögler wechselte als stellvertretender Vorsitzender in den Aufsichtsrat, von wo er jedoch weiterhin als inoffizieller „zweiter Vorstandsvorsitzender“ regierte. Auf Poensgen folgte 1943 Walter Rohland, der seit 1941 dem Vorstand angehörte und bis 1945 dessen Vorsitzender blieb.
Als Folge der Weltwirtschaftskrise beteiligte sich das Deutsche Reich 1932 indirekt an den Vereinigten Stahlwerken, um den Konzern so vor dem Ruin zu bewahren. Der Staat erwarb von Friedrich Flick Aktien der Gelsenkirchener Bergwerks-AG (GBAG), die zu diesem Zeitpunkt Hauptaktionärin der Vereinigten Stahlwerke war. Die GBAG-Aktien wurden zu einem weit überhöhten Preis (99 Millionen Reichsmark; der Marktwert der Wertpapiere lag bei 25 Millionen Reichsmark) erworben, was zu großer öffentlicher Empörung führte (siehe Gelsenberg-Affäre). 1933 wurden Vereinigten Stahlwerken und GBAG miteinander fusioniert, wodurch der deutsche Staat eine direkte Beteiligung an den Vereinigten Stahlwerken in Höhe von 26,5 % innehatte. Die Reprivatisierung dieser Beteiligung erfolgte 1936, indem der Staat die Aktien mit 33 Millionen Reichsmark Buchgewinn an die Vereinigten Stahlwerken verkaufte, die in der Folge die Aktien im Rahmen einer Kapitalherabsetzung einzog. Um eine Kapitalherabsetzung in dieser Größenordnung zu ermöglichen, wurde eigens ein Gesetz erlassen (siehe dazu Lex Stahlverein).
1934 wurde das zentrale Forschungsinstitut der Vestag in die Kohle- und Eisenforschung GmbH eingebracht. Ab Dezember 1936 beteiligte sich die VSt als Gründungsmitglied an der Gelsenberg-Benzin AG, die ab 1939 synthetische Kraftstoffe aus Steinkohle herstellte.
Ende 1939 kam es erneut zu einer teilweisen Verstaatlichung. Nachdem Fritz Thyssen, bislang Großaktionär und Aufsichtsratsvorsitzender zu Beginn des Zweiten Weltkriegs im September 1939 zusammen mit seiner Familie in die Schweiz geflohen war, wurden seine Industriebeteiligungen sowie das Privatvermögen auf Anordnung Hermann Görings im Dezember gleichen Jahres vom Preußischen Staat beschlagnahmt. Der Preußische Staat kam so in den Besitz von Thyssens Vereinigte Stahlwerke-Aktienpaket und erlangte damit eine Sperrminorität an dem Konzern. 1944 reduzierte der Staat seine Beteiligung am Montankonzern durch einen Teilverkauf des Aktienpakets an Alfred Hugenberg.
Im Zweiten Weltkrieg wurden die Produktionsanlagen durch alliierte Luftangriffe größtenteils zerstört, nach Kriegsende wurden die Vereinigten Stahlwerke zerschlagen sowie Teile der Produktionskapazitäten demontiert. Durch Kriegsschäden entstand ein Schaden von etwa 1 Mrd. Reichsmark, durch Demontagen in der Nachkriegszeit ein weiterer Buchverlust von 550 Mio. DM. Nachdem zeitweise rund 242.000 Menschen beschäftigt und ein Jahresumsatz von ca. 2,5 Milliarden Reichsmark erzielt wurde, sank die Zahl der Beschäftigten bis 1949 auf unter 70.000, der Umsatz auf 1 Mrd. DM.
In der Bundesrepublik Deutschland wurden die Vereinigten Stahlwerke „entflochten“; ab 1947 entstanden mehrere Nachfolgeunternehmen oder es wurden Tochterunternehmen verselbstständigt, darunter die Dortmund-Hörder Hüttenunion AG (DHHU), August Thyssen-Hütte AG (ATH), Rheinstahl und der Bochumer Verein. Die letzten noch nicht wieder in die Selbstständigkeit überführten Unternehmen wurden im April 1954 in der Handelsunion AG zusammengeführt. Die Handelsunion AG wurde ab 1960 vom Thyssen-Konzern nach und nach übernommen.
1955 wurden die Vereinigten Stahlwerke dann endgültig liquidiert.

## Bedeutung und Kritik
| Unternehmen           | %  |
| --------------------- | -- |
| Vereinigte Stahlwerke | 49 |
| Krupp                 | 12 |
| Hoesch                | 8  |
| Gutehoffnungshütte    | 8  |
| Klöckner              | 7  |
| Mannesmann            | 7  |
| Flick                 | 2  |
| Otto Wolff            | 2  |

Die Vereinigten Stahlwerke waren in den 1920er und 1930er Jahren eines der größten deutschen Unternehmen, zeitweise galten sie als europaweit größter Stahl-Konzern und zweitgrößter Stahlkonzern der Welt nach US Steel.
Mit einem Eigenkapital von 800 Mio. Reichsmark bei Gründung 1926 waren die Vereinigten Stahlwerke vor der IG Farben das größte deutsche Unternehmen. Sie standen 1926 für ca. 22 % der Steinkohleförderung im Rheinisch-Westfälischen Industriegebiet und hatte bei Roheisen und -stahl einen Produktionsanteil in Deutschland von über 40 %. In der Folge konnte der Marktanteil in der Rohstahlerzeugung noch ausgebaut werden. Damit beherrschten die Vereinigten Stahlwerke bald nach Gründung die Verbände und Kartelle der Schwerindustrie.
Der sozialdemokratische Gewerkschafter Paul Ufermann warnte 1926 vor der enormen Machtstellung des Trusts:

„Wehe der Fertigindustrie, wenn sie nicht entsprechende Maßnahmen trifft, um sich dieser Macht erwehren zu können, und wehe der Arbeiterschaft, die sich der Tragweite der Machtverstärkung nicht bewußt ist. Das Rad der Zeit geht unbarmherzig über sie hinweg. Nicht zuletzt hat die Staatsgewalt alle Ursache, aufmerksam zu sein, damit nicht diese Riesenmächte des privaten Kapitals der politischen Exekutive über den Kopf wachsen.“

Hans von Raumer war hingegen der Auffassung die Öffentliche Meinung könne diese Macht kontrollieren:

„Die notwendigen Kontrollen übt allein die öffentliche Meinung aus, gegen die auch der stärkste Wirtschaftskörper nicht arbeiten kann.“

## Politische Rolle im Nationalsozialismus

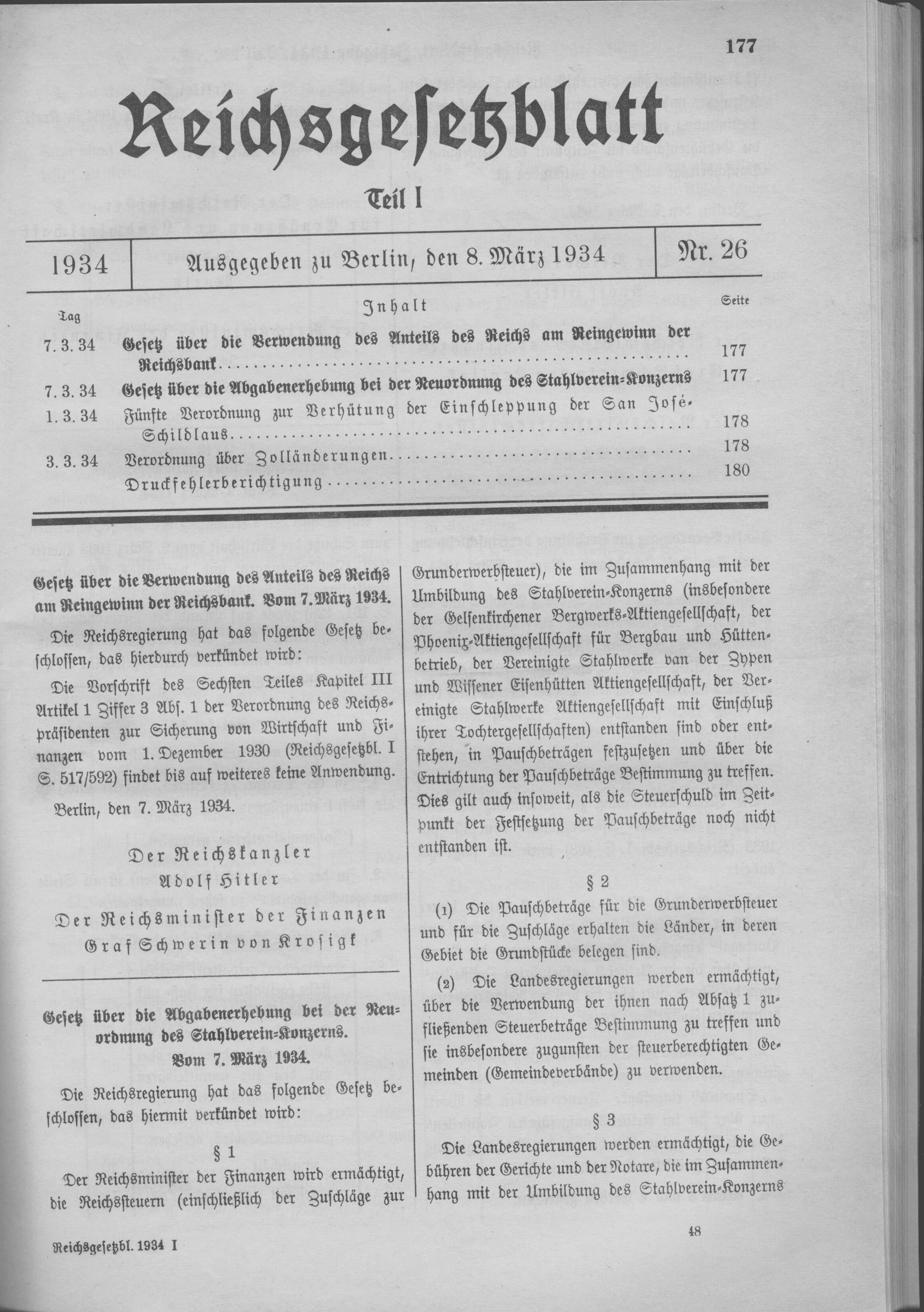
Gesetz über die Abgabenerhebung bei der Neuordnung des Stahlverein-Konzerns vom 7. März 1934

Im Frühjahr vor den Reichstagswahlen 1932 soll die Vereinigte Stahlwerke AG laut den Memoiren von Heinrich Brüning 500.000 Reichsmark an die NSDAP gespendet haben. Albert Vögler war bereits im Januar 1919 Mitinitiator des sog. Antibolschewistenfonds gewesen, der die Niederschlagung der Deutschen Räterepubliken vorantrieb. In der Werkszeitung „Das Werk“ der Vereinigten Stahlwerke von 1927 hieß es:
„Die Geschichte fast aller Völker ist ein ewiger Ausdehnungsdrang, ein nie ruhendes Ausdehnungsbedürfnis.“ Deutschland habe „zu wenig, viel zu wenig Land“
Nach den Forschungen des amerikanischen Historikers Henry Ashby Turner darf die Unterstützung der Stahlindustriellen beim Aufstieg der NSDAP aber nicht überschätzt werden: So wahrte der stellvertretende Vorstandsvorsitzende Ernst Poensgen sowohl vor als auch nach 1933 Distanz zu den Nationalsozialisten; Vorstandsvorsitzender Albert Vögler unterzeichnete noch im Herbst 1932 einen Aufruf zur Unterstützung der Regierung Papen – unter die etwa gleichzeitig entstandene Industrielleneingabe, mit der Hindenburg bewegt werden sollte, Hitler zum Reichskanzler zu machen, setzte er seine Unterschrift dagegen nicht.
In der Zeit des Nationalsozialismus spielte der Konzern eine wesentliche Rolle bei der Aufrüstung. Da die Vereinigten Stahlwerke allerdings ihre Kapazitäten nicht in dem von der Regierung geforderten Maß ausbauten, gründete das Reich in Salzgitter die Reichswerke Hermann Göring (heute Salzgitter AG) als Wettbewerber.
Als die deutschen Truppen noch in den Ausgangsstellungen für die Sommeroffensive 1942 für den Vorstoß in den Kaukasus standen, machten im März 1942 die Vereinigten Stahlwerke ihre aus der Zeit vor 1914 stammenden Ansprüche für die bedeutende Manganerzgrube in Tschiaturi bei Georg Thomas geltend.
In Dortmund, auf dem Gelände der Dortmunder Union in der Huckarder Straße 111, gab es ein Außenkommando des Konzentrationslagers Buchenwald von Oktober 1944 bis März 1945 bei der Vereinigten Stahlwerke AG. Dort wohnten 745 Frauen in einem Gebäude, das durch einen unterirdischen Tunnel mit der Geschossfabrik an der Rheinischen Straße verbunden war. Das Haus hatte vergitterte Fenster, aber keine Stacheldrahtzäune, die Außentüren waren verschlossen.

## Aufsichtsrat
Im ersten Aufsichtsrat saßen u. a. folgende Mitglieder:
- Fritz Thyssen, Aufsichtsratsvorsitzender (1926–1939)
- Walther Fahrenhorst, Generaldirektor der Phönix
- Werner Carp, Bankier und Vorsitzender des Aufsichtsrats der Phönix
- Karl Fürstenberg, Geschäftsinhaber der Berliner Handels-Gesellschaft
- Friedrich Funcke, Generaldirektor der Bergwerksabteilung der GBAG
- Jakob Goldschmidt, Geschäftsinhaber der Darmstädter und Nationalbank
- Jacob Hasslacher, Vorstandsvorsitzender der Rheinischen Stahlwerke
- Willi Huber, Vorstandsvorsitzender der Gelsenkirchener Bergwerks-AG
- Karl Knupe, Vorstandsmitglied Deutsch-Luxemburgische Bergwerks- und Hütten-AG
- Otto Krawehl, Aufsichtsratsvorsitzender Rheinischen Stahlwerke
- Hermann Krueger, Vorstandsmitglied der GBAG
- Henry Nathan, Vorstandsmitglied der Dresdner Bank
- Adolf Pöhlmann, Direktor der Bayerischen Vereinsbank
- Arthur Salomonsohn, Geschäftsinhaber der Disconto-Gesellschaft
- Oscar Schlitter, Vorstandsmitglied der Deutschen Bank
- Hermann Schmitz, Vorstandsmitglied der I.G. Farben
- Otto Wolff

## Einzelwerke nach der Entflechtung
Die in der Vestag zusammengeschlossenen westdeutschen Hüttenwerke wurden in folgende einzelne Aktiengesellschaften aufgespalten, die zumeist innerhalb der nächsten Jahre wieder zu Konzernen zusammengeschlossen wurden.
| Name und Sitz der Gesellschaft                                                             | Werke |
| ------------------------------------------------------------------------------------------ | --- |
| August Thyssen-Hütte AG, Duisburg-Hamborn                                                  | Hüttenwerk Bruckhausen |
| Concordiahütte GmbH, Bendorf                                                               | |
| Dortmund-Hörder Hüttenunion AG, Dortmund                                                   | Hörder Verein, Werk Union, Schwerte |
| Eisenwerk Gelsenkirchen AG, Gelsenkirchen                                                  | Schalker Verein |
| Eisenwerk Hilden AG, Hilden                                                                | |
| Eisenwerk Wanheim GmbH, DU-Wanheim-Angerhausen                                             | |
| Eisenwerke Mülheim-Meiderich AG, Mülheim (Ruhr)                                            | Friedrich Wilhelms-Hütte, Gießerei Meiderich |
| Gußstahlwerk Bochumer Verein AG, Bochum (42%ige Beteiligung der Rheinischen Stahlwerke AG) | Gußstahlfabrik, Höntrop, Stahlindustrie, Weitmar - WURAG, Hohenlimburg                                                                                |
| Gußstahlwerk Gelsenkirchen AG, Gelsenkirchen                                               | |
| Gußstahlwerk Oberkassel AG, Düsseldorf-Oberkassel                                          | |
| Gußstahlwerk Witten AG, Witten                                                             | |
| Hüttenwerk Geisweid AG, Geisweid                                                           | |
| Hüttenwerk Ruhrort-Meiderich AG, Duisburg-Ruhrort                                          | Hütte Ruhrort, Hüttenbetrieb Meiderich |
| Hüttenwerke Siegerland AG, Siegen                                                          | Niederschelden, Attendorn, Eichen, Langenei (Meggener Walzwerk), Friedrichshütte (Herdorf), Wehbach                                                   |
| Niederrheinische Hütte AG, Duisburg-Hochfeld                                               | Niederrheinische Hütte, Eisenwerk Steele, Lennewerk Altena (heute Nedschroef) - Westfälische Union (Hamm, Nachrodt, Lippstadt)                        |
| Rheinische Röhrenwerke AG, Mülheim (Ruhr)                                                  | Mülheim-Styrum (ehem. Thyssen & Co.), Dinslaken (später Mannesmann Cylinder Systems), D-Lierenfeld, D-Oberbilk, Wickede (Ruhr) (ehem. Wuragrohr GmbH) |
| Ruhrstahl AG, Hattingen                                                                    | Henrichshütte, Witten-Annen, Brackwede |
| Siegener Eisenbahnbedarf AG, Siegen                                                        | Siegen, Dreis-Tiefenbach, Nassau (Lahn) |
| Stahlwerk Hagen AG, Hagen                                                                  | Werk Hagen/Harkort-Eicken, Werk Hagen-Vorhalle |
| Stahlwerke Brüninghaus AG, Werdohl                                                         | Werdohl, Westhofen |

## Filme, Filmbeiträge
- Gerolf Karwath: Hitlers Eliten nach 1945. Teil 3: Unternehmer – Profiteure des Unrechts. Regie: Holger Hillesheim. Südwestrundfunk (SWR, 2002).